# Tony Ashton
Edward Anthony "Tony" Ashton (1 mars 1946,  Blackburn, Lancashire - 28 maj 2001, London) var en engelsk rockmusiker, kompositör, sångare, producent och konstnär. 

## Diskografi
Huvudprojekt
- Smile -The Remo Four (1966 - CD:1996)
- Ashton, Gardner and Dyke -Ashton, Gardner and Dyke (1969 - CD:1995)
- The Worst of Ashton, Gardner and Dyke -Ashton, Gardner and Dyke (1970 - CD:1994)
- The Last Rebel - Soundtrack -Music composed by Tony Ashton and Jon Lord; performed by Ashton, Gardner and Dyke with Jon Lord & the Royal Liverpool Symphony Orchestra (1971 - CD:2002)
- What a Bloody Long Day It's Been -Ashton, Gardner and Dyke (1972 - CD:1994)
- It's Only a Movie -Family (1973)
- The First of the Big Bands -Tony Ashton and Jon Lord (1974 - CD:1988)
- Malice in Wonderland -Paice, Ashton and Lord (1977)
- Live in Studio -Tony Ashton (1984 - CD:1994)
- BBC Live in Concert -Paice, Ashton and Lord (1977 - CD:1992)
- BBC Live in Concert -Tony Ashton and Jon Lord (1974 - CD:1993)
- Big Red and Other Love Songs -Tony Ashton (1995)
- The Big Freedom Dance -Tony Ashton (1996)
- The Best of Ashton, Gardner and Dyke -Ashton, Gardner and Dyke (1999)
- Tony Ashton and Friends: Live at Abbey Road (2000)
- Tony Ashton and Friends: Endangered Species Live at Abbey Road (DVD:2000)

Övrigt
- Gemini Suite -Jon Lord with The London Symphony Orchestra; dirigent: Sir Malcolm Arnold; sång: Tony Ashton (1971 - CD:1987)
- Windows -Jon Lord; sång: Tony Ashton (1974)
- Before I Forget -Jon Lord; sång: Tony Ashton (1982)
- Unlucky Boy -Chicken Shack (1994)
- Live at the Studio -Tony Ashton (1994)
- Butterfly Ball -Roger Glover and Friends (DVD 2006)
- Wizard's Convention -Eddie Hardin and Friends (1999)
- Buzzard -Tucky Buzzard (1974)
- The Creeper -Stan Webb's Chicken Shack (1978)
- BBC Live in Concert -Family; keyboard och bakgrundssång: Tony Ashton (1973 - CD:1991)
- Mad Dog -John Entwistle (1975 - CD:1996)
- Rigor Mortis Sets In -John Entwistle
- Broken Glass -Stan Webb (1975)
- Roadie's Concerto -Chicken Shack (1981)
- One and One is One -Medicine Head (1973)
- Abyss -Jimmy Thomas (1973)
- Rainbow -McGuiness Flint (1973)
- Thru a Five -Medicine Head (1974)
- If it was so Simple -Longdancer (1973)
- My Way on the Highway -Guitar Shorty och Otis Grand (1991)
- Wind in the Willows -Eddie Hardin and Friends (1995)
- Wizard's Convention 2 -Eddie Hardin and Friends (1995)
- Wizard's Convention 3 -Eddie Hardin and Friends (1997)
- The Masters: Wizard's Convention -Eddie Hardin and Friends (2 CD, 1999)